# پخالی
پخالی (گرجی: ფხალი) یک غذای سنتی گرجستانی است که مخلوطی از سبزیجات خرد شده، ساخته‌شده از کلم، بادمجان، اسفناج، لوبیا، چغندر و همراه با گردو چرخ‌شده، سرکه، پیاز، سیر و سبزی است. پخالی را مخالی نیز می‌نامند. ماده اصلی تولید پخالی، سس گردوی خرد شده است. در رستوران‌های گرجی، پخالی معمولاً در سه نوع پخالی اسفناج، پخالی چغندر و پخالی لوبیای سفید سرو می‌شود.

## پخالی مرغ
کاتمیس مخالی یا مخالی مرغ نوعی پخالی محلی و سنتی است. در این نوع پخالی مرغ پخته شده و سپس خرد می‌شود و به‌همراه آب مرغ ترکیب می‌شود؛ سپس گیاهان خردشده افزوده شده و مخلوط به مدت ۳ تا ۵ ساعت سرد می‌شود. بافت آن مانند رب است. پخالی را به طور کلی با کاهو و دانه‌های انار سرو می کنند.

## نگارخانه

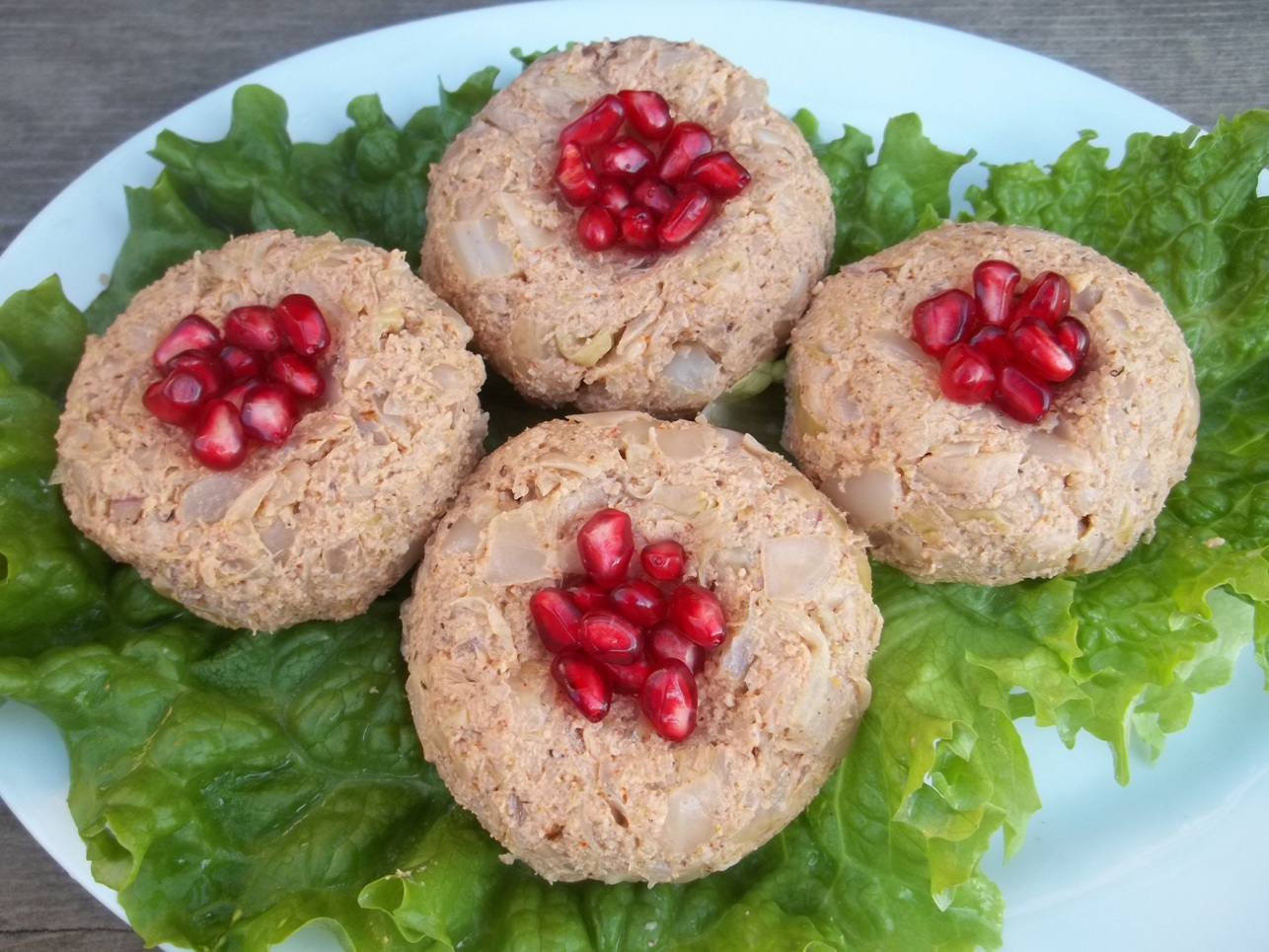
پخالی کلم
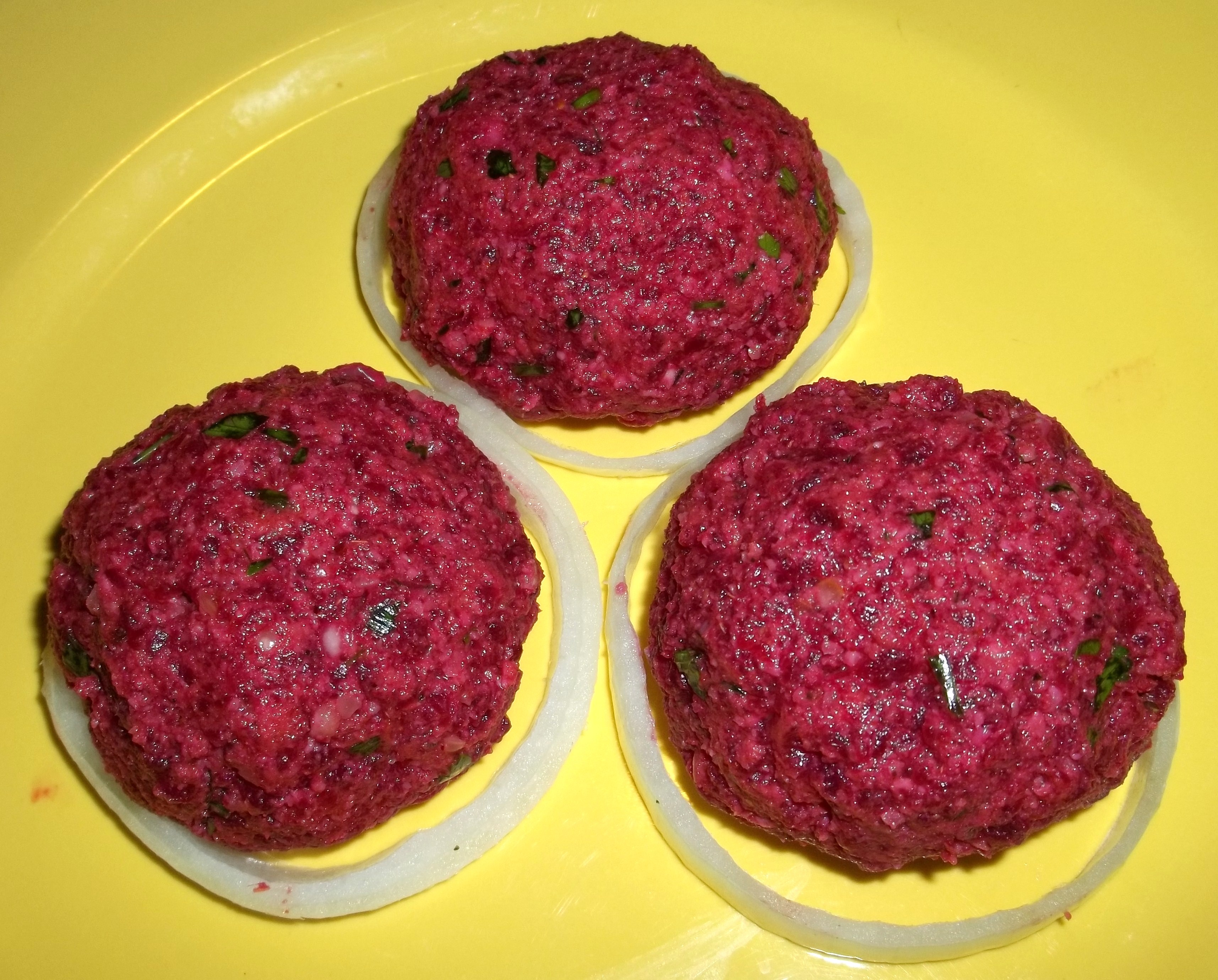
پخالی چغندر